# Cahuañaña
Cahuañaña är en ort i Mexiko.   Den ligger i kommunen Cochoapa el Grande och delstaten Guerrero, i den sydöstra delen av landet, 270 km söder om huvudstaden Mexico City. Cahuañaña ligger 2 073 meter över havet och antalet invånare är 280.
Terrängen runt Cahuañaña är varierad. Runt Cahuañaña är det ganska glesbefolkat, med 43 invånare per kvadratkilometer. Närmaste större samhälle är San Rafael, 10,6 km norr om Cahuañaña. I omgivningarna runt Cahuañaña växer huvudsakligen savannskog.